# Trichaeta aurantiobasis
Trichaeta aurantiobasis là một loài bướm đêm thuộc phân họ Arctiinae, họ Erebidae.